# 천안빵축제
천안빵축제는 대한민국 충청남도 천안시 주최와 대한제과협회 천안시지부의 주관으로 개최되는 지역 축제이다.

## 천안빵축제 연혁
- 1회 - 2021년 10월 10일
- 2회 - 2022년 3월 26일 ~ 2022년 3월 28일
- 3회 - 2023년 10월 21일 ~ 2023년 10월 22일
- 4회 - 2024년 4월 27일 ~ 2024년 4월 28일